# Kevin De Bruyne
Kevin De Bruyne (født 28. Juni  1991 i Drongen) er en belgisk professionel fodboldspiller, som spiller for Serie A-klubben S.S.C. Napoli og Belgiens landshold. Han anses som en af de bedste midtbanespillere i verden. 
Han har tidligere spillet i hjemlandet for KRC Genk, i England for Chelsea, og hos tyske Werder Bremen på leje. Med Genk var han i 2009 med til at vinde den belgiske pokalturnering, og i 2011 det belgiske mesterskab. 

## Landshold
De Bruyne har (pr. 10. juli 2023) spillet 99 kampe og scoret 26 mål for det belgiske landshold, som han debuterede for den 11. august 2010 i en venskabskamp mod Finland. 

## Titler
Belgiske Pokalturnering
Belgiske Pokalturnering
- 2009 med KRC Genk

Jupiler Pro League
- 2011 med KRC Genk

Premier League
- 2018, 2019, 2021, 2022 og 2023 med Manchester City

UEFA Champions League
- 2023 med Manchester City

UEFA Super cup
- 2023 med Manchester City